# IC 2039
IC 2039 ist eine linsenförmige Galaxie vom Hubble-Typ S0 im Sternbild Dorado am Südsternhimmel. Sie ist schätzungsweise 29 Millionen Lichtjahre von der Milchstraße entfernt und hat einen Durchmesser von etwa 10.000 Lj. Wahrscheinlich bildet sie gemeinsam mit IC 2038 ein gravitativ gebundenes Duo. Im selben Himmelsareal befinden sich u. a. die Galaxien NGC 1533, NGC 1536, IC 2032.
Das Objekt wurde am 8. Dezember 1899 von DeLisle Stewart entdeckt.